# Robert Boelke
Robert Zdzisław Ksawery Boelke (Boehlke, Böhlke) (ur. 20 marca 1889 w Krakowie, zm. 10 listopada 1938 w Warszawie) – polski aktor i reżyser teatralny, dyrektor teatru.

## Życiorys
Jego rodzicami byli Ernest Boelke, pułkownik armii austriackiej oraz Emilia z Kleistów. W Krakowie i Jarosławiu był uczniem gimnazjum, a następnie studentem Wydziału Chemii Uniwersytetu Jagiellońskiego. Był także uczniem szkoły dramatycznej Stanisława Knake-Zawadzkiego. Debiutował w sezonie 1904/1905 na scenie Teatru Ludowego, występując na niej do 1910. W sezonie 1910/1911 występował w Teatrze im. Juliusza Słowackiego w Krakowie. Występował w Berlinie dla Polonii w 1912 w przedstawieniach, które były organizowane przez C. Rydlewskiego. W sezonie 1912/1913 był członkiem zespołu Teatru Polskiego w Poznaniu.
Podczas I wojny światowej był żołnierzem Legionów, a po powrocie na scenę od 1915 do 1918 występował w teatrach krakowskich i lwowskich. Członek zespołu poznańskiego Teatru Polskiego od 1920 do 1925, a następnie do 1927 występował w Warszawie. W Poznaniu przebywał przez trzy lata, a następnie po 3 sezonach granych w teatrach warszawskich powrócił do Poznania, gdzie w 1933 został dyrektorem (wraz z M. Piotrowskim) Teatru Polskiego. 16 marca 1938 miał swój jubileusz 30–lecia pracy artystycznej.
Zmarł 10 listopada 1938 w Warszawie. Jego żoną była Zofia Brodzikowska (1898–1950), z którą miał córkę Marię Magdalenę (ur. 1929).
Do najbardziej znanych ról, które grywał to były: Hamlet, Zbigniew w Mazepie i Kirkor w Balladynie Juliusza Słowackiego, Bolesław w Bolesławie Śmiałym Stanisława Wyspiańskiego, Sulkowski w Sulkowskim Stefana Żeromskiego, Gajew w Wiśniowym sadzie Antona Czechowa. Występował również w polskich filmach: Czerwony błazen (1926) i Kropka nad i (1928). W latach 1931–1932 był przewodniczącym Związku Artystów Scen Polskich.